# Îles Secretary
Les îles Secretary sont des îles de Colombie-Britannique appartenant aux îles Gulf.

## Géographie
Composées de deux îles situées à la pointe Nord de l'île Saltspring, son île principale, nommée North Secretary Island, mesure 0,56 km2. C'est une propriété privée.

## Histoire
Elles ont été nommées, en 1859, par George Henry Richards en l'honneur du secrétaire de Robert Lambert Baynes, James Lowther Southey.